# République populaire de Crimée
Pour les articles homonymes, voir Crimée (homonymie) et République de Crimée.
1917–1918
Entités précédentes :
- Gouvernement de Tauride

Entités suivantes :
- République socialiste soviétique de Tauride

La république populaire de Crimée, en tatar de Crimée Qırım Halq Cumhuriyeti, est un ancien État d'Europe situé dans la péninsule de Crimée. D'une durée de vie brève et à l'histoire mouvementée, il passe sous contrôle soviétique peu de temps après sa proclamation et disparaît dans le cadre de la guerre civile russe ; il est alors remplacé par la république socialiste soviétique de Tauride.